# Чикноверов, Иван Александрович
Ива́н Алекса́ндрович Чикнове́ров (1 мая 1911, Асхабад — 23 августа 2004, Вязьма) — советский оператор-документалист и режиссёр, фронтовой кинооператор в годы Великой Отечественной войны. Заслуженный деятель искусств Казахской ССР (1961).

## Биография
Родился в Асхабаде, Тедженского уезда, Российской империи (ныне — Ашхабад, Туркмения) в семье служащих. С 1928 года работал титровальщиком и помощником мультипликатора на Ашхабадской студии художественных и документальных фильмов, в 1931—1933 годах учился в Ленинградском институте киноинженеров, год окончания — 1940-й. С апреля 1934 года совмещал на Ашхабадской студии ассистента оператора с ассистентом мультипликатора, с 1938 года стал работать оператором. 
Ещё до начала Великой Отечественной войны в звании инженер-капитан стал кинооператором фронтовой группы Среднеазиатского военного округа, получил боевой опыт в частях английской армии в Иране, снимал в Тегеране. В 1943 году вошёл в киногруппу З-го Украинского фронта с момента его образования. Работая в паре с Семёном Стояновским с июня 1944 года, в составе 4-й гвардейской армии прошёл Украину, Молдавию, Болгарию, Сербию, Венгрию. В апреле 1945 года при съёмке боёв в Вене получил тяжёлое ранение (там же от ранений погиб Семён Стояновский).
Из служебных характеристик начальника киногруппы 3-го Украинского фронта Романа Кацмана (Григорьева):

Работа оператора Чикноверова представляет собой образец честного, высокосознательного выполнения долга оператора-фронтовика. Чикноверов работает смело и чётко, как правило, находясь в передовых, сражающихся частях.
В Ясско-Кишинёвской операции он работал вместе со Стояновским и полностью обеспечил высококачественное отражение событий на участке Днестр – Лиманы – Аккерман – Измаил – Тульча – Констанца.
Каждое задание Чикноверов выполняет организованно, «с душой».
— Валерий Фомин, «Плачьте, но снимайте! Советская фронтовая кинохроника 1941–1945 гг.» 
По окончании войны с ноября 1945 года работал оператором на Алма-Атинской студии художественных и хроникальных фильмов (в дальнейшем — «Казахфильм»), а с 1947 года и режиссёром. Автор множества сюжетов для кинопериодики: «Новости дня», «Советский спорт», «Советский Туркменистан». Его научно-популярный фильм «Скоростные методы проходки горных выработок» был награждён Золотой медалью ВДНХ, а «Животноводство Казахстана» (1972) получил 1-й приз VI Всесоюзного кинофестиваля (1973) в Алма-Ате. Работал на студии до 1982 года.
Член  КПСС с 1957 года, член Союза кинематографистов СССР (Казахская ССР) с 1960 года.
В 1990-х годах вместе с семьёй сына переехал в Вязьму. Скончался 23 августа 2004 года.

### Семья
Был женат, сын — Александр Иванович Чикноверов (род. 1943).

## Фильмография
Оператор
- 1942 — По Ираку (в соавторстве)
- 1943 — Битва за нашу Советскую Украину (в соавторстве)
- 1944 — Белград (фронтовой выпуск № 9) (в соавторстве)
- 1944 — Вступление Красной армии в Болгарию (фронтовой киновыпуск № 8) (в соавторстве)
- 1944 — Освобождение Одессы (в соавторстве)
- 1944 — Победа на юге / Битва на юге (в соавторстве)
- 1945 — Вена (фронтовой киновыпуск № 3) (в соавторстве)
- 1945 — Освобождение Австрии (в соавторстве)
- 1946 — Туркменистан (в соавторстве)
- 1947 — Наш рапорт (в соавторстве)
- 1947 — Празднование 30-детия Великого Октября в Алма-Ате (в соавторстве)
- 1948 — Пограничники Казахстана (в соавторстве)
- 1950 — Молодые джигиты (в соавторстве)
- 1950 — Советский Казахстан (совместно с Б. Небылицким, М. Аранышевым, И. Гитлевичем, Г. Рейсгофом, А. Фроловым)
- 1950 — Спорт смелых (в соавторстве)
- 1952 — На ледяной дорожке
- 1953 — Город в степи
- 1953 — Соревнования горнолыжников (совместно с Я. Смирновым, Г. Новожиловым, А. Колесниковым, М. Додоновым)
- 1954 — Дружба народов (в соавторстве)
- 1954 — Народные таланты (в соавторстве)
- 1955 — На высокогорном катке
- 1956 — В нашем городе
- 1956 — Смотр художественной самодеятельности (совместно с О. Зекки)
- 1957 — Гости из Эфиопии (совместно с В. Цитроном)
- 1957 — Праздник молодёжи (совместно с О. Зекки)
- 1958 — Конференция учёных стран Азии (совместно с В. Васильченко)
- 1958 — Открытые горные разработки Коунрада
- 1959 — Салом, Москва!
- 1959 — Я – город Рудный
- 1960 — На крыльях песни (совместно с В. Васильченко)
- 1961 — Юность шагает в жизнь
- 1962 — Если рядом друзья (совместно с М. Сагимбаевым)
- 1962 — Механизация выгрузки зерна из автомобилей и автопоездов
- 1962 — Птицеводство на целине (в соавторстве)
- 1963 — Борьба с ветровой эрозией почвы
- 1963 — Народные дарования (совместно с О. Зекки)
- 1964 — Новое в обслуживании диспетчерской централизации
- 1964 — Широкозахватная уборочная техника на целине
- 1965 — Искусство (в соавторстве)
- 1965 — Наш Казахстан
- 1965 — Скоростная проходка горных выработок
- 1965 — Ускоренное производство говядины
- 1965 — Хроника рекордов (совместно с Ю. Гибовым)
- 1965 — Что даёт переход на интенсивную систему земледелия
- 1966 — Табунное коневодство
- 1967 — Защитим поля от ветровой эрозии
- 1967 — Лёгкая и пищевая промышленность Казахской ССР
- 1968 — Горное семеноводство картофеля
- 1968 — Мастера добрых дел
- 1968 — Помологический сад
- 1969 — Казахский каракуль
- 1971 — С днём рождения, Казахстан
- 1975 — Кустанайская порода лошадей (в соавторстве)

Режиссёр
- 1956 — Смотр талантов
- 1957 — Праздник молодёжи (совместно с О. Зекки)
- 1958 — Конференция учёных стран Азии
- 1958 — Открытые горные разработки Коунрада
- 1958 — Чудесные огоньки
- 1959 — Салом, Москва!
- 1959 — Я – город Рудный
- 1960 — Применение камыша на стройках Казахстана
- 1961 — Земля комсомольского подвига
- 1961 — Юность шагает в жизнь
- 1962 — Механизация выгрузки зерна из автомобилей и автопоездов
- 1963 — Борьба с ветровой эрозией почвы
- 1964 — Новое в обслуживании диспетчерской централизации
- 1964 — Широкозахватная уборочная техника на целине
- 1965 — Искусство <small>(совместно с О. Зекки)
- 1965 — Наш Казахстан
- 1965 — Скоростная проходка горных выработок
- 1965 — Ускоренное производство говядины
- 1965 — Что даёт переход на интенсивную систему земледелия
- 1966 — Табунное коневодство
- 1967 — Защитим поля от ветровой эрозии
- 1967 — Лёгкая и пищевая промышленность Казахской ССР
- 1968 — Горное семеноводство картофеля
- 1968 — Мастера добрых дел
- 1968 — Помологический сад
- 1969 — Казахский каракуль
- 1970 — Казахская ССР
- 1971 — Сеялка-культиватор СЗС 2.1
- 1972 — Животноводство Казахстана
- 1972 — Камнерезные машины
- 1972 — Тонкорунное овцеводство Казахстана
- 1972 — Трубоэлектросварочные станы
- 1973 — У истоков молочной реки
- 1975 — Кустанайская порода лошадей
- 1975 — Овцеводство Казахстана

## Награды и звания
- орден Красной Звезды (24 апреля 1945)[11];
- орден Отечественной войны 2 степени (9 апреля 1945)[12];
- медаль «За победу над Германией в Великой Отечественной войне 1941—1945 гг.» (1945)[13];
- медаль «За трудовое отличие» (3 января 1959) — за выдающиеся заслуги в развитии казахского искусства и литературы и в связи с декадой казахского искусства и литературы в гор. Москве[14];
- почётная грамота Верховного Совета Казахской ССР — за услуги в развитии казахского кино (1959)[4];
- заслуженный деятель искусств Казахской ССР (1961)[15];
- орден Отечественной войны 2 степени (6 апреля 1985)[16][17].

## Память
- Сюжет «И. А. Чикноверову 50 лет» (1961), где юбиляра поздравляют Ораз Абишев, Яков Смирнов и другие кинодокументалисты[18]
- Сюжет «День Победы — 25 лет» (1970) также с участием Я. К. Смирнова, Э. И. Файка и Р. Л. Кармена[19]
- Сюжет «Пленум Союза кинематографистов Казахстана» (1974)[20]
- Сюжет «Киновечер „С кинокамерой в боях“» (1978) также с участием Э. И. Файка и Я. К. Смирнова[21]